# Jardim Elétrico
Jardim Elétrico är Os Mutantes fjärde studioalbum. Albumet släpptes år 1971 av Polydor och innehåller låtar på såväl portugisiska, engelska ech en blandning av portuñol och italienska. Fem av låtarna var tänkta att vara på albumet Tecnicolor, men eftersom det albumet övergavs kom dessa låtar att inkluderas på Jardim Elétrico istället. Tecnicolor kom dock att släppas år 2000, med dessa fem låtar inkluderade.

## Låtlista
| Nr  | Titel                   | Längd |
| --- | ----------------------- | ----- |
| 1.  | Top Top                 | 2:28  |
| 2.  | Benvinda                | 2:47  |
| 3.  | Tecnicolor              | 3:44  |
| 4.  | El Justiciero           | 3:52  |
| 5.  | It's Very Nice Pra Xuxu | 4:48  |
| 6.  | Portugal de Navio       | 2:43  |
| 7.  | Virgínia                | 3:27  |
| 8.  | Jardim Elétrico         | 3:14  |
| 9.  | Lady Lady               | 3:33  |
| 10. | Saravá                  | 4:24  |
| 11. | Baby                    | 3:37  |